# Stenichnus poweri
Stenichnus poweri är en skalbaggsart som först beskrevs av Fowler 1884.  Stenichnus poweri ingår i släktet Stenichnus, och familjen glattbaggar. Enligt den svenska rödlistan är arten otillräckligt studerad i Sverige. Arten förekommer i Götaland, Gotland, Öland och Svealand. Artens livsmiljö är jordbrukslandskap.